# Mierenegel

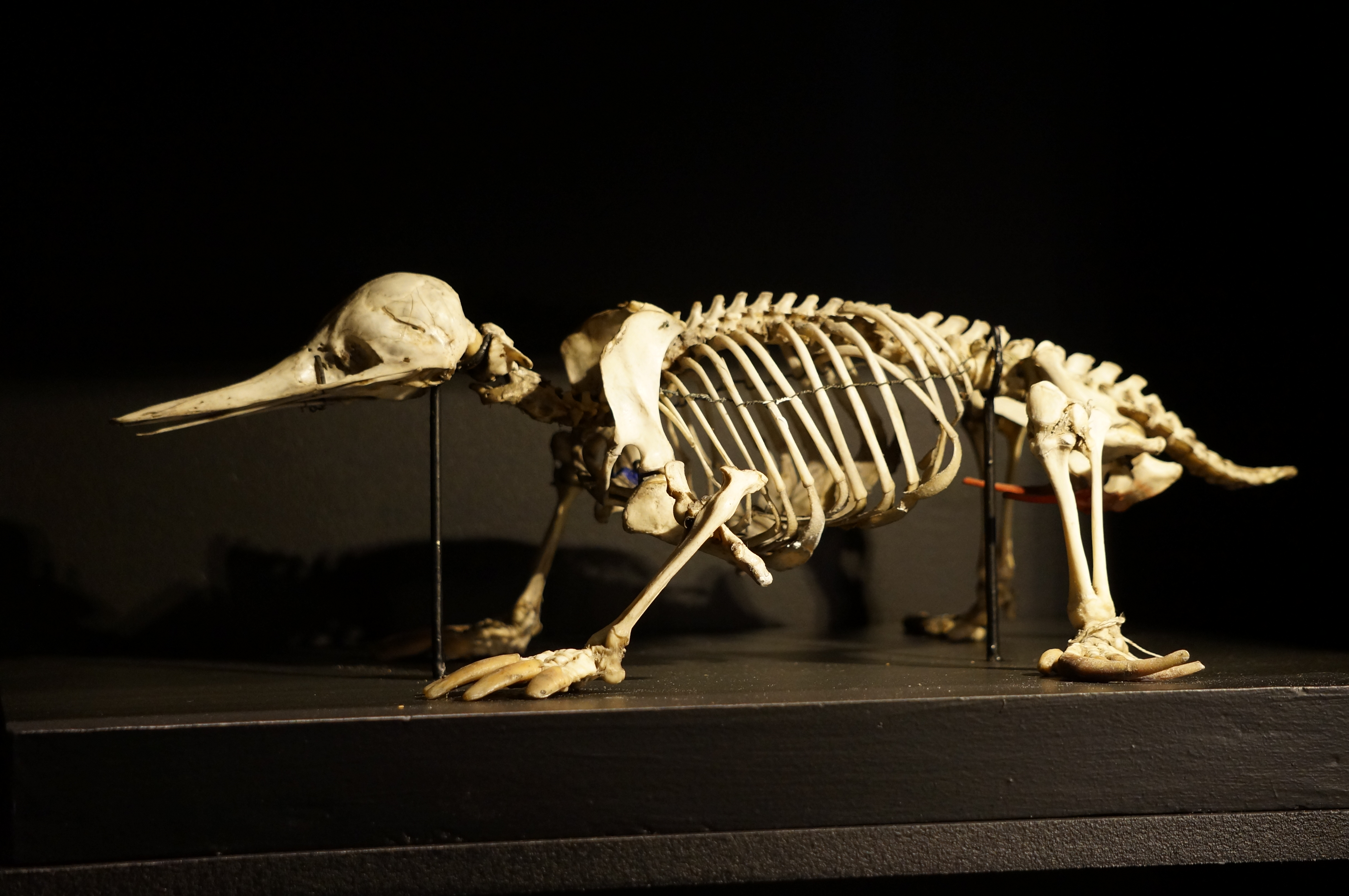
Skelet

De gewone of Australische mierenegel (Tachyglossus aculeatus), ook wel stekelmiereneter genoemd, is een eierleggend zoogdier dat voorkomt in uiteenlopende habitats in Australië, Tasmanië en Nieuw-Guinea. Het is de enige soort uit het geslacht Tachyglossus.
De mierenegel vormt samen met de vachtegels de familie der mierenegels (Tachyglossidae). Samen met het verwante vogelbekdier en fossiele soorten vormen zij de orde der cloacadieren (Monotremata). Net als de egels, waaraan hij niet verwant is, heeft hij lange stekels waar hij zich mee beschermt. De mierenegel eet vooral termieten en mieren.

## Ontdekking en naamgeving
De mierenegel werd in 1792 beschreven door George Shaw. Hij dacht dat het dier verwant was aan de grote miereneter en noemde het Myrmecophaga aculeata. Johann Karl Wilhelm Illiger plaatste het dier in zijn eigen geslacht, Tachyglossus, wat "snelle tong" betekent, een referentie naar de snelheid waarmee hij zijn prooidieren oplikt. De soortnaam aculeatus betekent "gestekeld". De Engelse naam, echidna, heeft hij te danken aan Echidna, een monster uit de Griekse mythologie.

## Kenmerken
De mierenegel is een gedrongen zoogdier met een kleine kop en een rond lichaam. Hij heeft wat weg van een egel, maar is groter en heeft krachtigere klauwen. De vacht bestaat uit ruwe, lichtbruine tot zwarte haren. De buikzijde is lichter van kleur. De rug en de flanken zijn bedekt met lange, dikke, scherpe stekels, die ongeveer 5 cm lang worden en roomwit van kleur zijn. Bij de Australische en Nieuw-Guinese dieren zijn de stekels langer dan de ertussen liggende vacht. Bij dieren uit koelere gebieden, zoals in Tasmanië, kan de vacht echter langer zijn dan de stekels. De buik bevat geen stekels.
De kleine kop met buisvormige snuit en kleine ogen gaat zonder hals in de schouders over. De gehooropeningen bevinden zich aan beide zijden van de kop en hebben geen oorschelpen. Het zichtvermogen is slecht ontwikkeld. De ogen zijn klein en bevinden zich aan de basis van de snuit. Deze kale, buisvormige snuit is lang: hij beslaat ongeveer 18% van de totale lichaamslengte. De neusgaten en spleetvormige mondopening bevindt zich aan het eind van de snuit. De mondopening is precies groot genoeg voor zijn dunne tong. Deze is zeer beweeglijk en lang: de tong kan zo'n 15 tot 18 cm uit de mond worden uitgestoken. De speekselklieren bedekken de tong met een kleverig speeksel, waarmee hij zijn prooidieren op kan likken. De hals is aan de buitenzijde niet zichtbaar, waardoor het lijkt alsof de kop direct in het lijf overgaat. De poten zijn kort en dik en hebben vijf tenen. De tenen aan de voorpoten hebben lange, gekromde graafklauwen. Van de achterpoten heeft enkel de tweede teen een lange klauw. Het mannetje heeft bovendien aan de achterpoten een spoor zitten, een rudimentaire, niet-functionele gifspoor. Het staartje is kort, stomp en naakt.
De lengte van het dier ligt tussen de 30 en 45 cm, met een 1 cm lange staart. Zijn lichaamsgewicht ligt tussen de 2,5 en 8 kg. Mannetjes zijn 25% groter dan vrouwtjes.
De mierenegel kan verward worden met de nauw verwante vachtegels (Zaglossus), die enkel op Nieuw-Guinea voorkomen. Vachtegels zijn te onderscheiden van Nieuw-Guinese mierenegels door de vrij korte stekels, die meer in de lange vacht verborgen liggen, de langere poten en de langere, kromme snuit. Twee van de drie soorten zijn bovendien veel groter dan de mierenegel.

## Verspreiding en habitat
Van alle eierleggende zoogdieren heeft de mierenegel het grootste verspreidingsgebied. Hij komt voor in geheel Australië, waaronder Tasmanië en eilandjes voor de kust als Kangaroo-eiland, en op Nieuw-Guinea in het zuidoosten en de Markham-vallei. De mierenegel komt voor in bijna alle habitats: in gematigde bossen en regenwouden, bosachtige streken, savannes, (half-)woestijnen en berggebieden tot een hoogte van 1800 m. Hij komt ook in landbouwgebieden voor.

## Gedrag
De mierenegel is over het algemeen een solitair dier, dat leeft in een vast woongebied dat kan overlappen met dat van andere mierenegels. De grootte van zijn woongebied is afhankelijk van het gebied. In vochtigere streken, die rijk zijn aan prooidieren, beslaat zijn woongebied 50 hectare.
De mierenegel is niet territoriaal en niet agressief tegen soortgenoten. In gevangenschap is waargenomen dat in kleinere, dichtbevolkte verblijven de dieren een hiërarchie vormen, bepaald door lichaamsgrootte. Dit is waarschijnlijk geen weerspiegeling van natuurlijk gedrag. In ruimere verblijven worden geen sociale interacties waargenomen. Mierenegels bouwen gezamenlijke "toiletten". De reden daarvoor is nog niet bekend.
Enkel een vrouwtje met een ei of pasgeboren jong heeft een vaste schuilplaats. Andere dieren wisselen regelmatig van slaapplek. De mierenegel rust graag opgerold in beschutte plekken als holle boomstammen, tussen boomwortels, onder struiken en in dicht struikgewas, onder rotspuin en in rotsspleten onder een dichte begroeiing waar weinig licht is. Soms graaft hij zelf een ondiep hol van maximaal 1,2 meter lang, die hij soms opnieuw gebruikt.
De lengte van het dier ligt tussen de 30 en 45 cm, met een 1 cm lange staart. Zijn gewicht ligt tussen de 2,5 en 7 kg.
De mierenegel is dag en nacht actief, voornamelijk in de schemering. De mierenegel heeft een voor een zoogdier vrij lage lichaamstemperatuur, 31-33 °C. Hierdoor kan hij slecht tegen hoge temperaturen.
In een warme zomer is hij vooral 's nachts actief en zoekt hij op het heetst van de dag koele holen op. Bij kouder is hij weer vaker op het midden van de dag actief. Mierenegels vermijden regen. Bij langdurig aanhoudende regen kan hij dagen achtereen inactief blijven. Bij langdurige inactiviteit geraken zij in torpor, waarbij de lichaamstemperatuur, die normaal 31-33 °C bedraagt, kan dalen tot 18 °C. In sommige delen van het verspreidingsgebied, zoals in de Snowy Mountains in het oosten van Australië, houdt hij een winterslaap. Hun normale lichaamstemperatuur kan dan dalen tot 4-5 °C.
De mierenegel loopt niet op zijn zolen, maar op zijn enkels, met de poten gestrekt en de tenen zij- en achterwaarts gericht, wat hem een hobbelige gang geeft. Het is een uitstekende graver. Bovendien rent hij goed en kan hij prima klimmen en zwemmen.

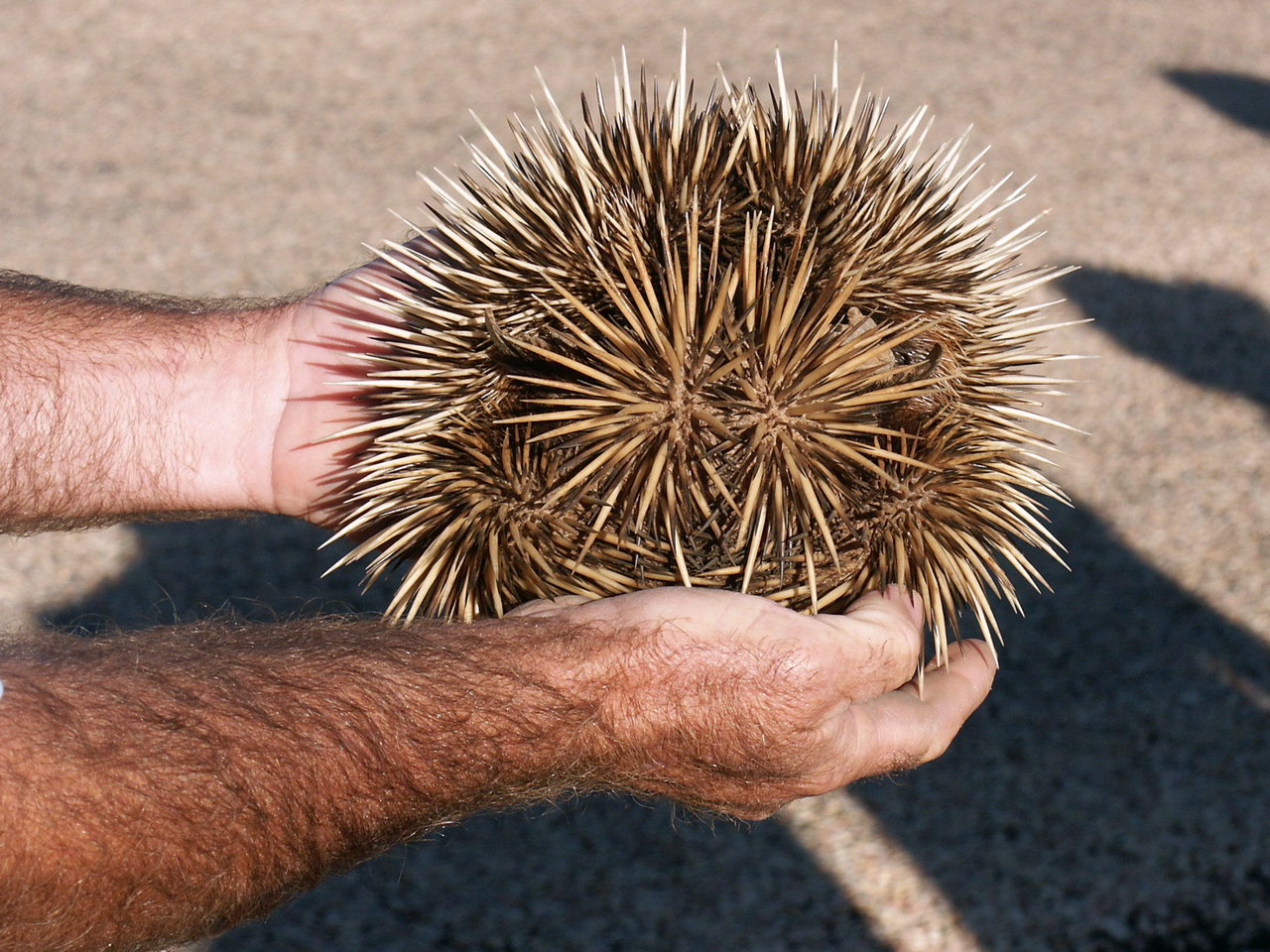
Als een mierenegel zich niet kan ingraven, rolt hij zich op als een egel.

De stekels beschermen de mierenegel tegen natuurlijke vijanden. Bij gevaar zet hij deze op, waardoor zij een ondoordringbare haag vormen. De stekelloze delen van het lichaam worden op verschillende manieren beschermd. In zachte grond kan hij zich razendsnel met de vier poten horizontaal ingraven, waardoor de buik onder de grond verdwijnt en enkel de opgerichte stekels boven de grond blijven. Op harde grond rolt hij zich op als een egel. Ook kan hij zich met zijn sterke poten klemzetten in een rotsspleet.

### Voedsel
Het dier bezit enorme graafklauwen, waarmee het de grond omwoelt, op zoek naar voedsel, dat voornamelijk bestaat uit mieren en termieten, soms aangevuld met andere ongewervelden, zoals insectenlarven en wormen, die het met zijn lange, dunne en kleverige tong oppakt.
Als het moet, kunnen ze weken zonder voedsel. Mieren die hun nesten met grote agressie verdedigen, worden over het algemeen vermeden. Een uitzondering vormen de nesten van de mier Iridomyrmex purpureus, die in augustus en september de hoofdmoot van zijn dieet vormen. In deze periode zijn de jonge koninginnen zeer rijk aan vet en verzamelen zij zich dicht bij de rand van het nest. De rest van het jaar negeert hij deze nesten volledig.
Het dier vindt zijn voedsel dankzij een uitstekende reukzin en waarschijnlijk ook dankzij elektroreceptie: hij heeft ongeveer 400 elektroreceptoren in het uiteinde van de snuit, zintuigen die elektrische signalen kunnen opvangen. In natte grond, bijvoorbeeld na een regenbui, kan hij zo prooidieren opsporen. Bij het foerageren woelt hij met zijn grote graafklauwen de grond om. Zijn prooi pakt hij met zijn lange, kleverige tong op. Net als de miereneter heeft de mierenegel geen tanden. Hij verwerkt zijn eten tussen zijn verhemelte en de basis van zijn tong. Het verhemelte is voorzien van zeven dwarse rijen van kleine, stekelige hoornribbels.
In gevangenschap is waargenomen dat mierenegels ook brood en gehakt eten.

### Voortplanting en ontwikkeling
Vrouwtjes van de mierenegel zijn niet elk jaar vruchtbaar. De vruchtbare vrouwtjes paren met meerdere mannetjes. Tijdens de voortplantingstijd, van juli tot september, laat het vrouwtje een geurspoor achter door de cloaca binnenstebuiten te keren, waardoor de geurklieren in de wand van de cloaca naar buiten komen. De geur trekt mannetjes aan. Vaak vormen de mannetjes zo een "trein", waarbij tot zes mannetjes een vrouwtje in een rij volgen.
In de koudere gebieden, waar mierenegels een winterslaap houden, ontwaken de mannetjes zo'n maand vroeger dan vrouwtjes. Tijdens die maand paren sommige mannetjes met vrouwtjes, die dan met een verlaagde lichaamstemperatuur paren en daarna soms weer verdergaan met hun slaap.
Na een draagtijd van 21 tot 28 dagen legt de mierenegel een ei, zelden twee, in een tijdelijke buidel, die aan het begin van de voortplantingstijd aan de achterzijde van de onderbuik van het vrouwtje groeit en de melkvelden omvat. Na verloop van tijd verdwijnt de buidel weer. Het ei van een mierenegel is klein, rond en met een zachte, leerachtige schaal, als van een reptiel. Aan de buitenzijde is het kleverig, zodat het beter in de buidel blijft zitten. Bij het leggen draait het vrouwtje zich op haar rug, om het ei in de buidel te plaatsen.
Na ongeveer tien tot elf dagen komt het ei uit. Het jong breekt dan met zijn eitand de schaal open. Bij de geboorte weegt het jong 0,3 tot 0,4 gram en is het ongeveer 1,5 cm lang. Het is dan kaal en heeft nog geen volledig ontwikkelde achterpoten. In de buidel voedt het jong zich met de melk die uit de areola's van de melkvelden sijpelt. Het jong blijft twee tot drie maanden in de buidel, tot zijn stekels te scherp worden. De moeder laat haar jong dan achter in een hol, dat zij iedere 1,5 tot 2 dagen bezoekt om het te zogen. Het jong groeit razendsnel. In enkele weken kan hij 100 tot 200 keer zijn eigen gewicht aankomen. Na zes maanden wordt het jong gespeend. Na 180 tot 205 dagen, wanneer het jong het hol verlaat, weegt het 800 tot 1300 gram. Na twaalf maanden is het jong zelfstandig.
De mierenegel plant zich langzaam voort. Hij is pas na vijf jaar geslachtsrijp. Vrouwtjes krijgen iedere twee tot zes jaar een jong.
Mierenegels kunnen zeer oud worden voor een zoogdier van zijn grootte. Het oudst bekende dier was een mierenegel uit de dierentuin van Philadelphia, die 49 jaar oud werd. In het wild is een leeftijd van 45 jaar geregistreerd.

## Taxonomie
Er worden vijf ondersoorten erkend:

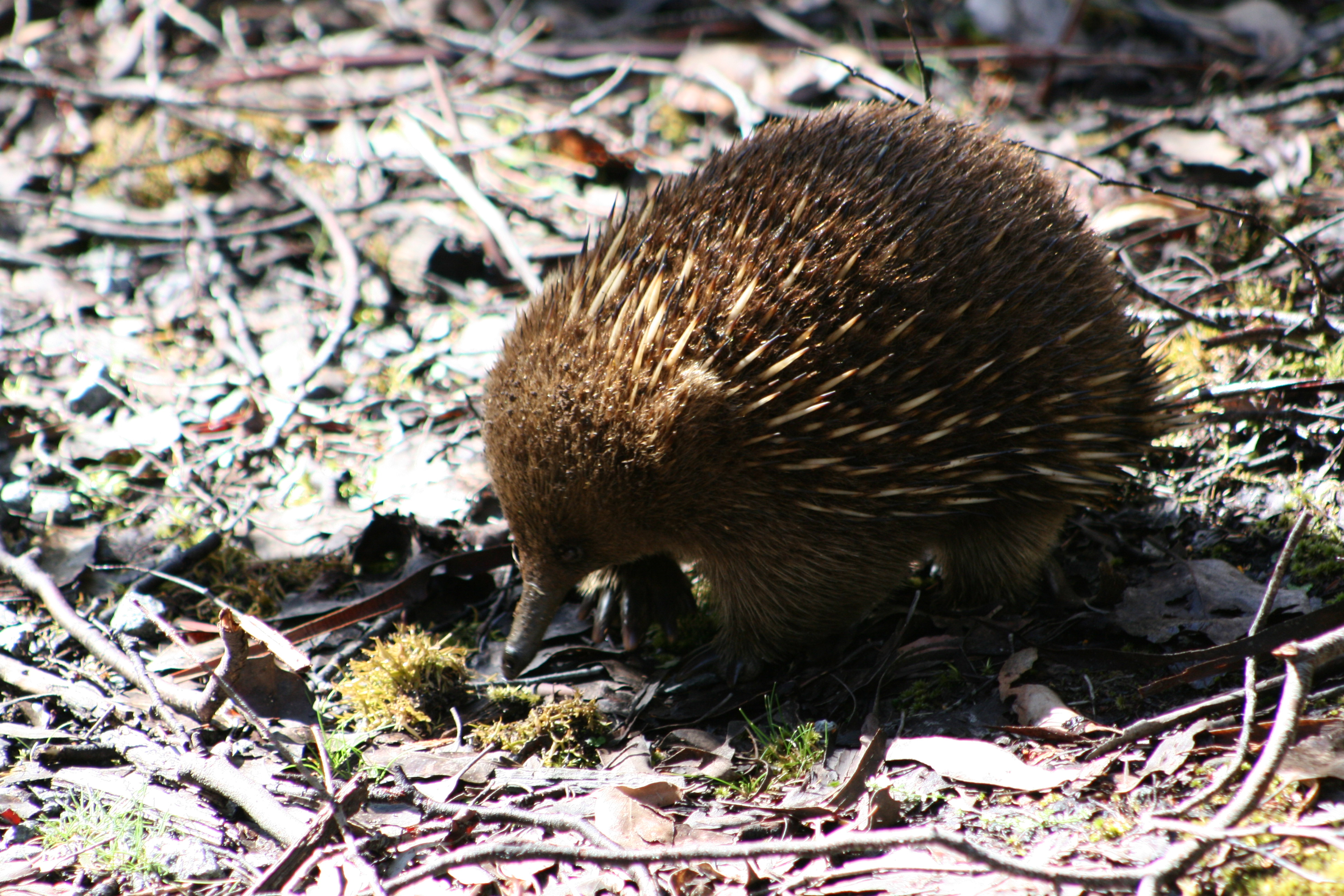
De Tasmaanse ondersoort (Tachyglossus aculeatus setosus) is te herkennen aan zijn langere vacht en kortere stekels.

- T. a. multiaculeatus (Kangaroo-eiland);
- T. a. setosus (Tasmanië en enkele eilanden in Straat Bass);
- T. a. acanthion (Noordelijk Territorium en West-Australië);
- T. a. aculeatus (Queensland, New South Wales, Zuid-Australië en Victoria);
- T. a. lawesii (Kuststreken en hoogland van Nieuw-Guinea, en mogelijk in het regenwoud van Noordoost-Queensland).

Het is onduidelijk of deze taxonomie wel correct is; de grenzen tussen de ondersoorten zijn vaak onduidelijk.

## Relatie met de mens
De Aborigines van Australië en de Papoea's van Nieuw-Guinea jagen op mierenegels.
De mierenegel wordt niet bedreigd in zijn voortbestaan. Hij komt lokaal algemeen voor, heeft een groot verspreidingsgebied en de wereldpopulatie is stabiel. Bovendien past hij zich makkelijk aan en komt in een grote verscheidenheid aan habitats voor. In delen van Nieuw-Guinea neemt de soort lokaal af door overbejaging.